# Tchitcherik
Ein Tchitcherik oder Tchitcherik Sakwa (plural: Tchitcheri Sakab) ist eine  Statue der Moba in Nord-Togo und Ghana.

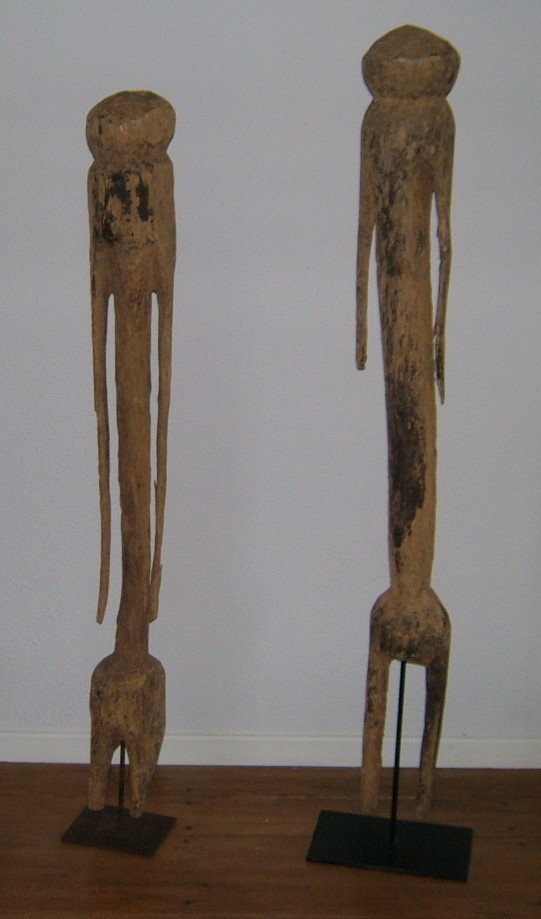
Tchitcheri Sakab

Die Tchitcheri Sakab sind Holzskulpturen unterschiedlicher Größe (in der Regel um einen Meter), die Abbildungen von Vorfahren darstellen. Das Wort Sakab bedeutet „Vorfahren“ in Moba-Sprache. Sie werden in den Boden gepflanzt, manchmal bis die Leistengegend, was erklärt, warum die Beine oft von Insekten zerfressen werden. Die Tchitcheri werden nach dem Namen des Clans der Vorfahren benannt, die sie ehren sollen. Nur die Wahrsager können die Steuerung einer solchen Skulptur anordnen, sie bestimmen deren Größe und Geschlecht. Die Tchitcheri sind minimalistische Skulpturen, die an die abstrakte Kunst erinnern, ein zylindrischer Stamm mit geraden Armen und Beinen, und rundem Kopf und ohne Hals.